# Vila Boa de Quires
Vila Boa de Quires ist eine Gemeinde (Freguesia) im portugiesischen Kreis Marco de Canaveses. In ihr leben 3403 Einwohner (Stand 30. Juni 2011).